# Leif Ove Andsnes
Leif Ove Andsnes (phát âm tiếng Na Uy: [læɪf ˈûːvə ˈɑ̂nsneːs]; sinh ngày 7 tháng 4 năm 1970) là một nghệ sĩ dương cầm người Na Uy và là nghệ sĩ nhạc thính phòng. Andsnes đã thực hiện một số bản thu âm cho 2 hãng Virgin và EMI. Vào năm 2012, Leive Ove Andsnes đã ký hợp đồng với Sony Classical, đồng thời thu âm cho nhãn hiệu dự án "Beethoven Journey", bao gồm 5 bản concerto cho dương cầm của ông với dàn nhạc giao hưởng thính phòng Mahler. Các tác phẩm được thu âm trong vòng 3 năm, bắt đầu với Concerto cho dương cầm số 1 và 3 vào năm 2012, tiếp theo là số 2 và 4 vào năm 2013, concerto số 5 và Choral Fantasy vào năm 2014. Ông được đại diện bởi IMG.